# Estação Jardim Helena-Vila Mara
A Estação Jardim Helena–Vila Mara é uma estação ferroviária pertencente à Linha 12–Safira da CPTM, localizada no distrito de Vila Curuçá, a poucos metros do distrito do Jardim Helena (lado norte), tendo sido construída para facilitar o acesso dos passageiros de ambos os bairros, situados no município de São Paulo.

## História
A estação é parte do projeto de modernização da Linha 12–Safira e foi inaugurada em 28 de maio de 2008, pela CPTM, para atender o Jardim Helena, localizado na Zona Leste de São Paulo.

## Tabela
| Sigla | Estação                 | Inauguração        | Integração               | Plataforma | Posição    | Notas                                              |
| ----- | ----------------------- | ------------------ | ------------------------ | ---------- | ---------- | -------------------------------------------------- |
| JHE   | Jardim Helena–Vila Mara | 28 de maio de 2008 | Bilhete Único da SPTrans | Central    | Superfície | Estação construída no padrão "metrô de superfície" |